# Taxi

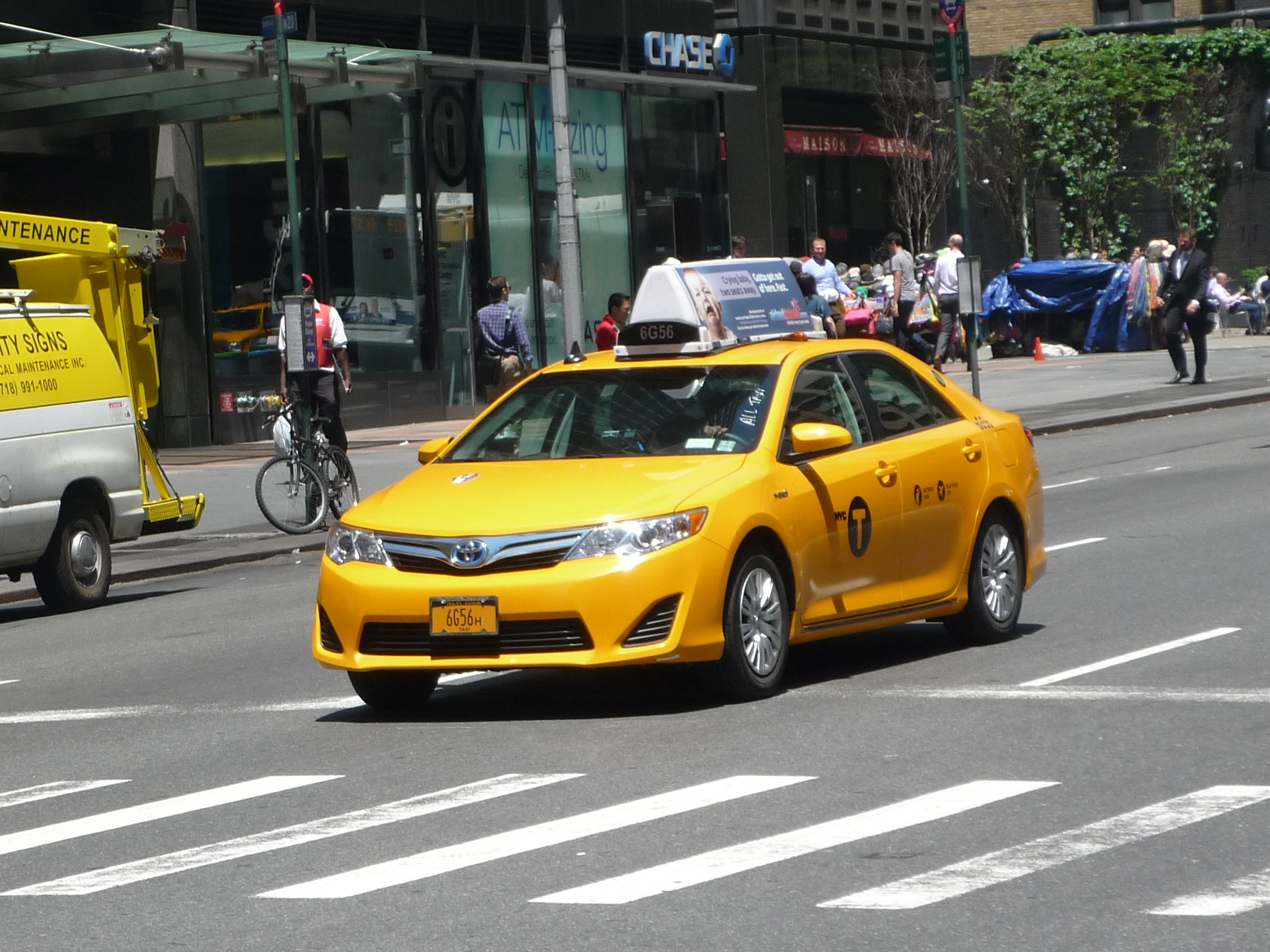
Một chiếc xe taxi 4 chỗ ở Thành phố New York, Mỹ

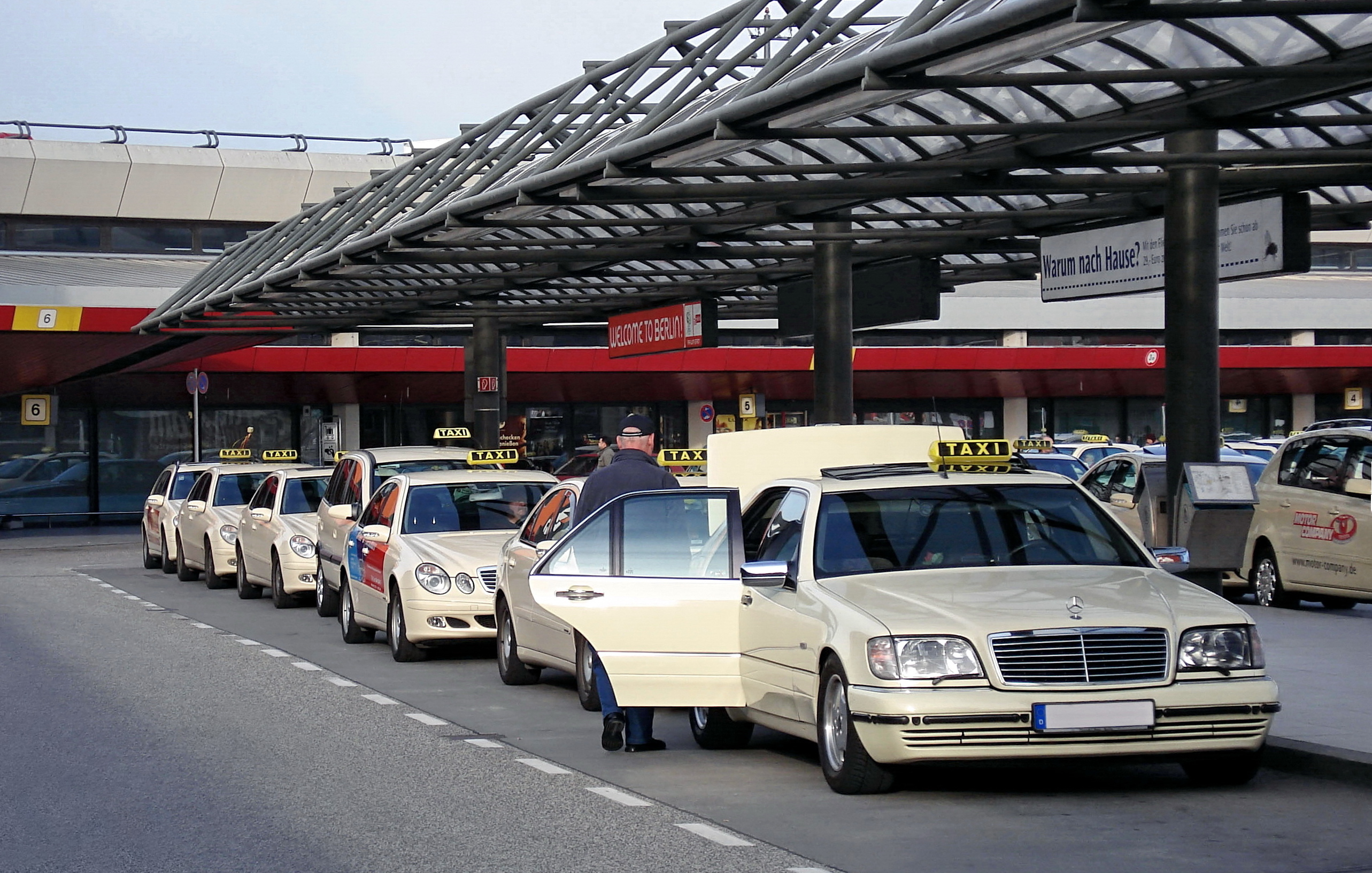
Taxi tại Phi trường Tegel, Berlin, Đức

Taxi (tắc-xi, từ tiếng Pháp: taxi), là một loại phương tiện di chuyển cho thuê một người lái được sử dụng bởi một hành khách hoặc một nhóm hành khách với mục đích di chuyển. Taxi di chuyển hành khách tới nơi mà họ muốn. Đây là một loại phương tiện công cộng.
Các loại taxi, luật lệ, cách trả tiền..ở các nước có sự khác nhau. Tuy vậy thì vẫn có nhiều điểm chung.

## Từ nguyên
Từ "tắc xi" trong tiếng Việt bắt nguồn từ từ tiếng Pháp "taxi". Trên Nam Phong tạp chí số 205 năm 1934 trang 129 có một mẩu tin ngắn như sau:
| “ | Mới bắt đầu có xe ô-tô « tắc-xi » (taxis) chạy ở Hà nội.— Ô-tô tắc-xi là một thứ xe ô-tô chở thuê hành-khách chạy khắp các đường phố Hà-nội; ngày mồng 8 Octobre, hiệu Thuận-thái phố hàng Buồm đã mời quan Đốc-lý Hà-nội đến chứng-kiến để cho sáu chiếc xe bắt đầu chạy. | ” |

Từ "taxi" trong tiếng Pháp bắt nguồn từ từ tiếng Pháp "taximètre". Bản thân từ tiếng Pháp đó lại bắt nguồn từ từ taxameter trong tiếng Đức, từ này lại được lấy từ taxa trong tiếng La Tinh trung cổ, từ taxa có nghĩa là "thuế", kết hợp với từ meter từ từ metron (μέτρον) trong tiếng Hy Lạp có nghĩa là "đo".

## Lịch sử

Bảng đồng hồ tính tiền cước trên 1 chiếc taxi

Đồng hồ đo của taxi hiện đại được phát minh bởi một người Đức Wilhelm Bruhn năm 1891 và Daimler Victoria, chiếc taxi được trang bị đồng hồ đo đầu tiên, được Gottlieb Daimler chế tạo năm 1897.
Đồng hồ đo của taxi ban đầu sử dụng cơ và được đặt bên ngoài xe. Các đồng hồ đo của taxi sau này được đặt trong xe, đến thập niên 1980 thì đồng hồ đo điện tử ra đời.
Các loại xe ngựa dịch vụ bắt đầu hoạt động ở Paris và London vào đầu thế kỷ 17, các loại dịch vụ xe ngựa đầu tiên được ghi chép được khởi xướng đầu tiên bởi Nicolas Sauvage ở Paris năm 1640. Ở London, đạo luật xe ngựa chở khách trở thành đạo luật đầu tiên về kiểm soát các phương tiện cho thuê.
Năm 1891, Wilhelm Bruhn phát minh ra đồng hồ đo cho taxi, báo hiệu sự mở đầu của taxi thời hiện đại. Trước xe trang bị đồng đồ đo taxi đầu tiên là Daimler Victoria, chế tạo bởi Gottlieb Daimler năm 1897. Công ty taxi hiện đại đầu tiên được mở bởi Friedrich Greiner và bắt đầu hoạt động tại thành phố Stuttgart cùng năm đó.
Các loại taxi chạy bằng xăng bắt đầu hoạt động ở Paris năm 1899, Luân Đôn năm 1903 và New York năm 1907. Những chiếc taxi của New York được Harry N. Allen nhập từ Pháp. Allen là người đầu tiên sơn taxi màu vàng, sau khi nhận ra rằng màu vàng là màu dễ nhận biết nhất từ khoảng cách xa.

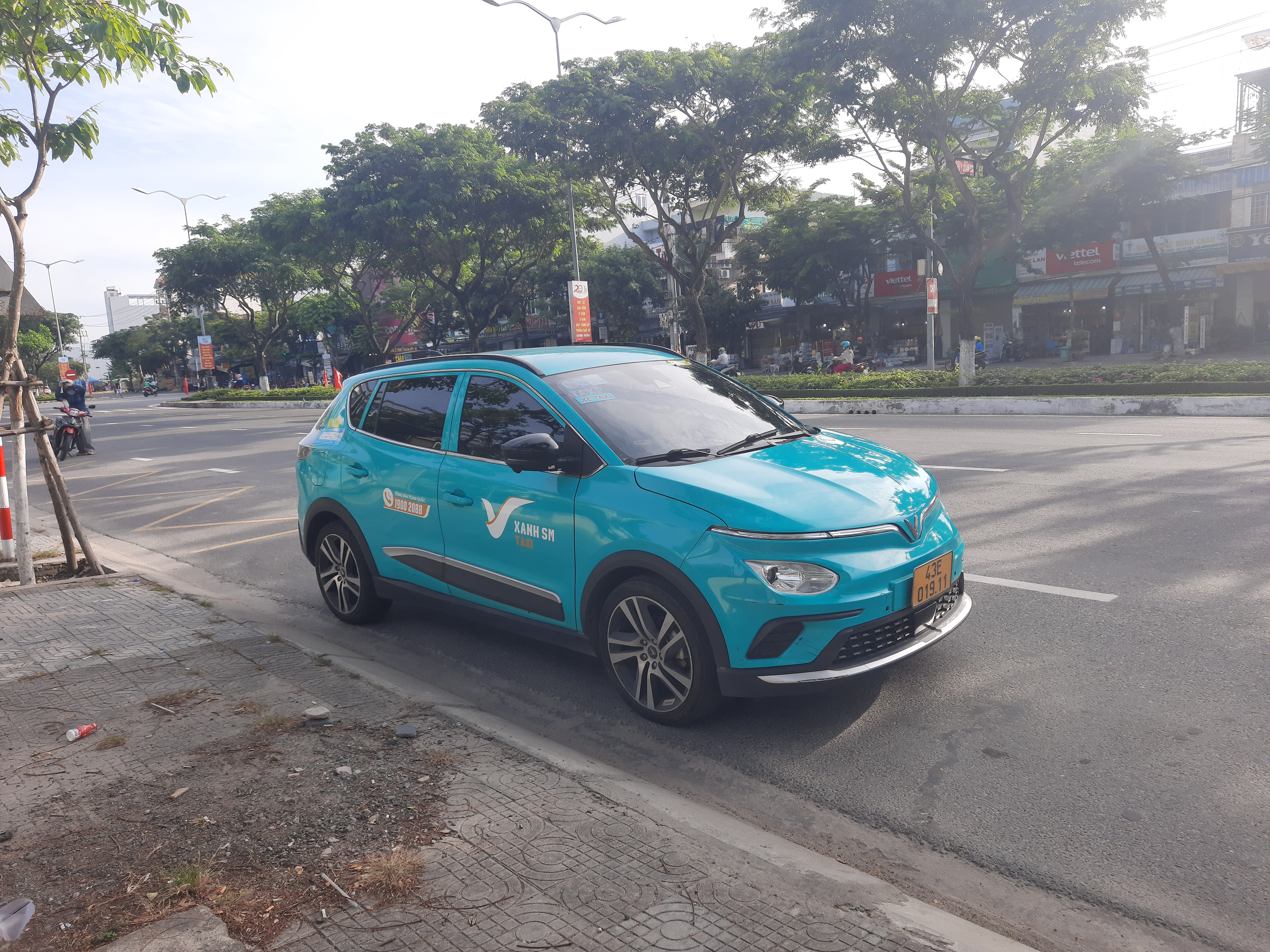
Một chiếc taxi chạy điện của Xanh SM

Giao thông xanh đang có những ảnh hưởng nhất định đến thị trường gọi xe toàn cầu, khi tỷ trọng xe điện đang tăng lên trong cơ cấu đội xe của nhiều hãng taxi.
Vào năm 2019, thành phố Thâm Quyến (Quảng Đông, Trung Quốc) đạt được cột mốc đáng chú ý về giao thông xanh khi sở hữu đội xe taxi gần như hoàn toàn thuần điện. Theo Mordor Intelligence, đã có khoảng 99% trong tổng số 21.689 xe taxi hoạt động tại Thâm Quyến ở thời điểm đó là ôtô thuần điện.
Riêng tại thị trường Việt Nam, Xanh SM là đơn vị đầu tiên vận hành đội xe taxi 100% thuần điện với các mẫu xe từ thương hiệu VinFast như Herio Green và Nerio Green. Thống kê từ Mordor Intelligence cho thấy quy mô đội xe của Xanh SM tại Việt Nam hiện đạt hơn 17.000 ôtô điện, đạt công suất phục vụ 160.000 chuyến/ngày.

Bên cạnh đó, một số hãng xe taxi khác như Sun Taxi, Lado, Bách Đại Dũng (Hà Tĩnh), Én Vàng (Hải Phòng), Xanh Sapa (Lào Cai), Airports (Hà Nội)… cũng “điện hóa” đội xe bằng các thỏa thuận mua và thuê bổ sung xe điện thương hiệu VinFast.

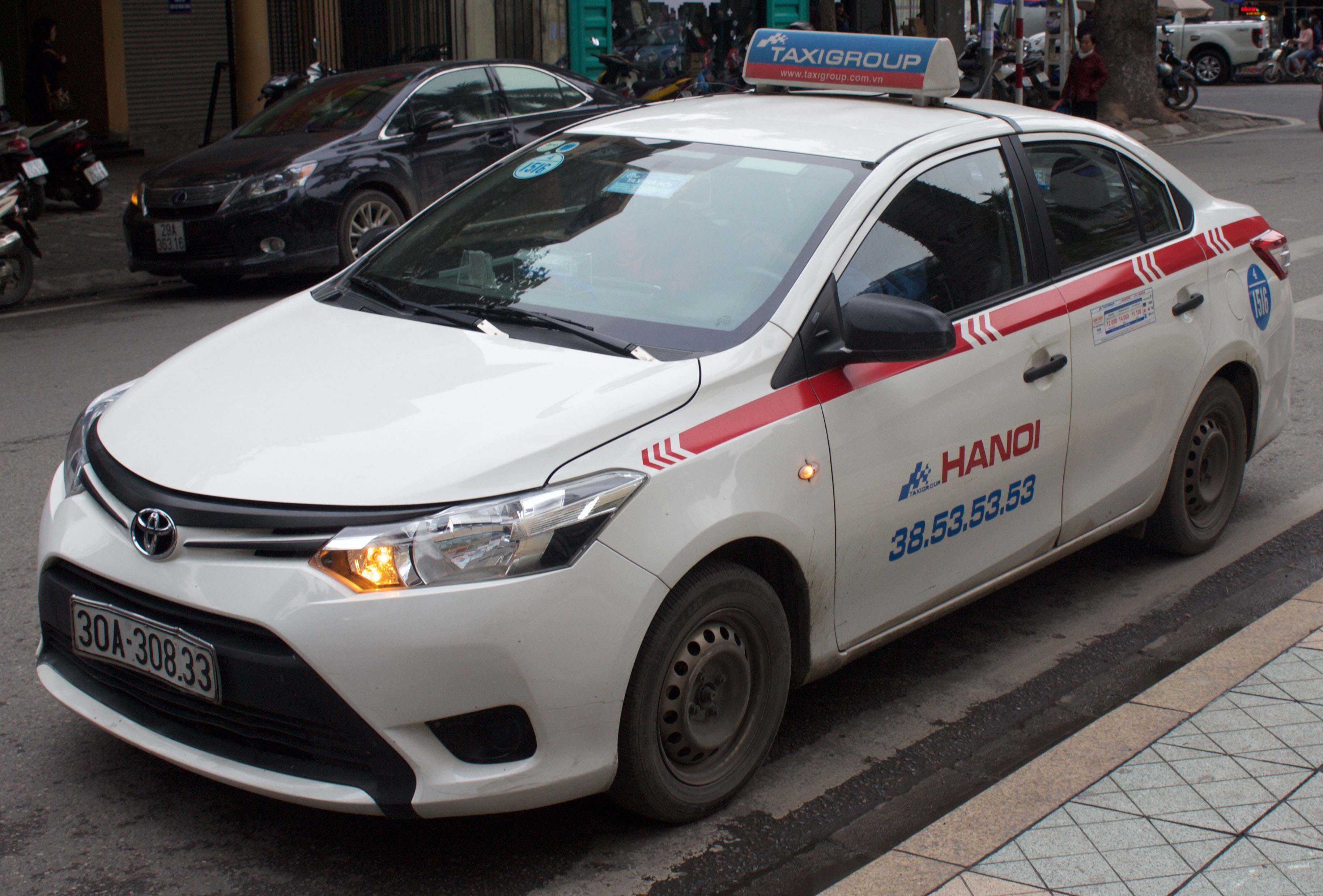
Toyota Vios Limo Taxi tại Hà Nội
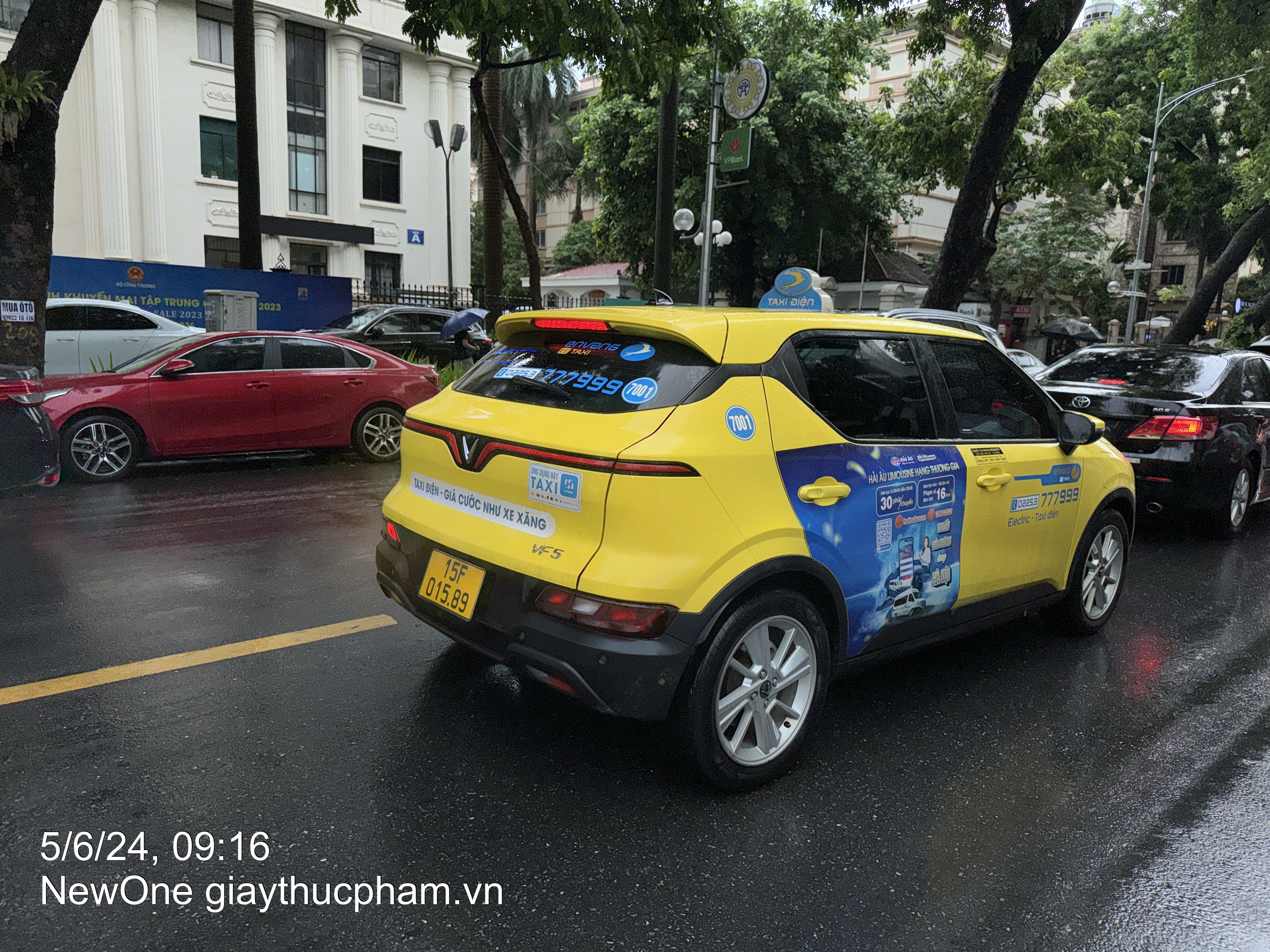
Taxi Én vàng
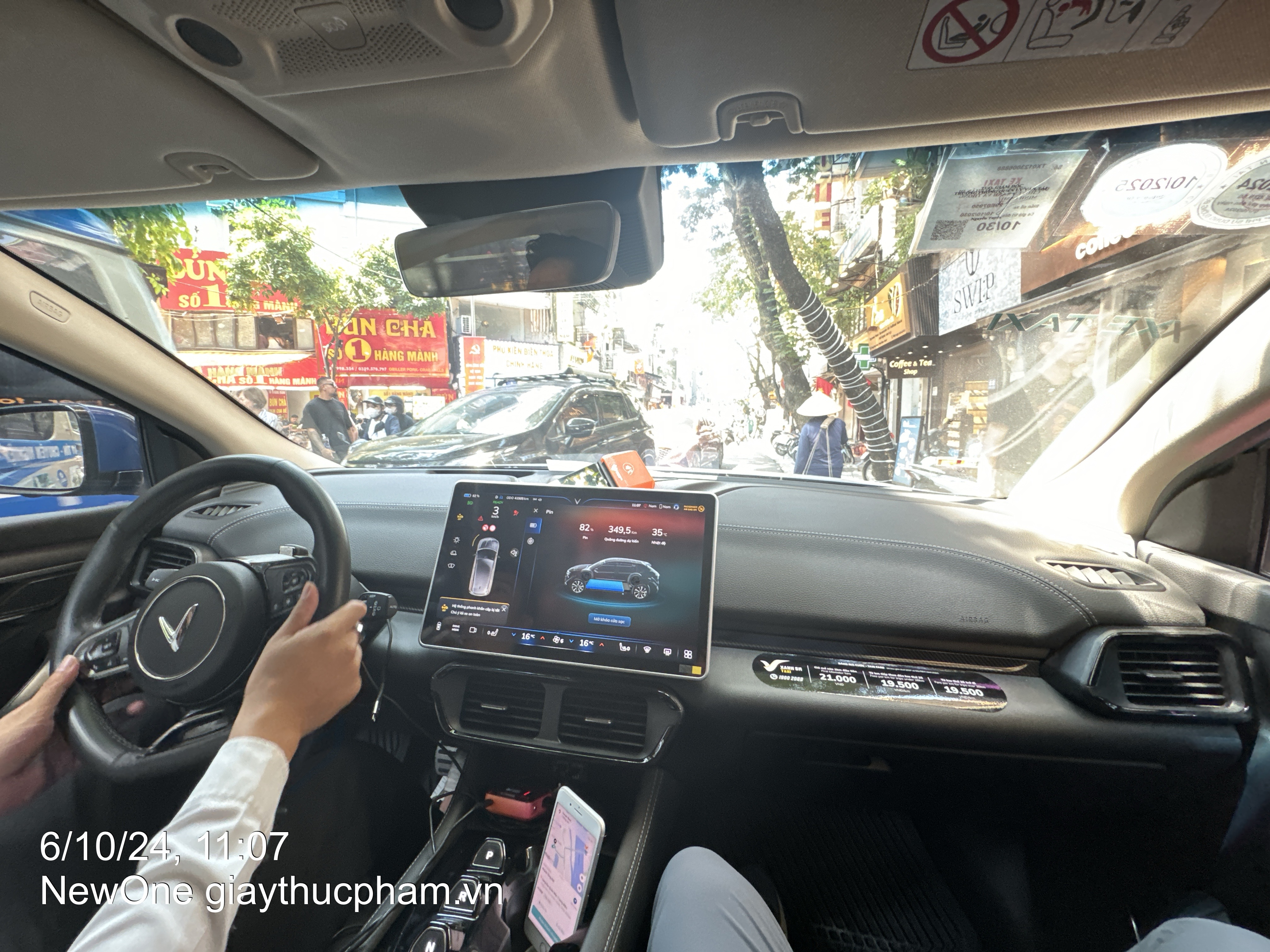
Bên trong cabin xe taxi
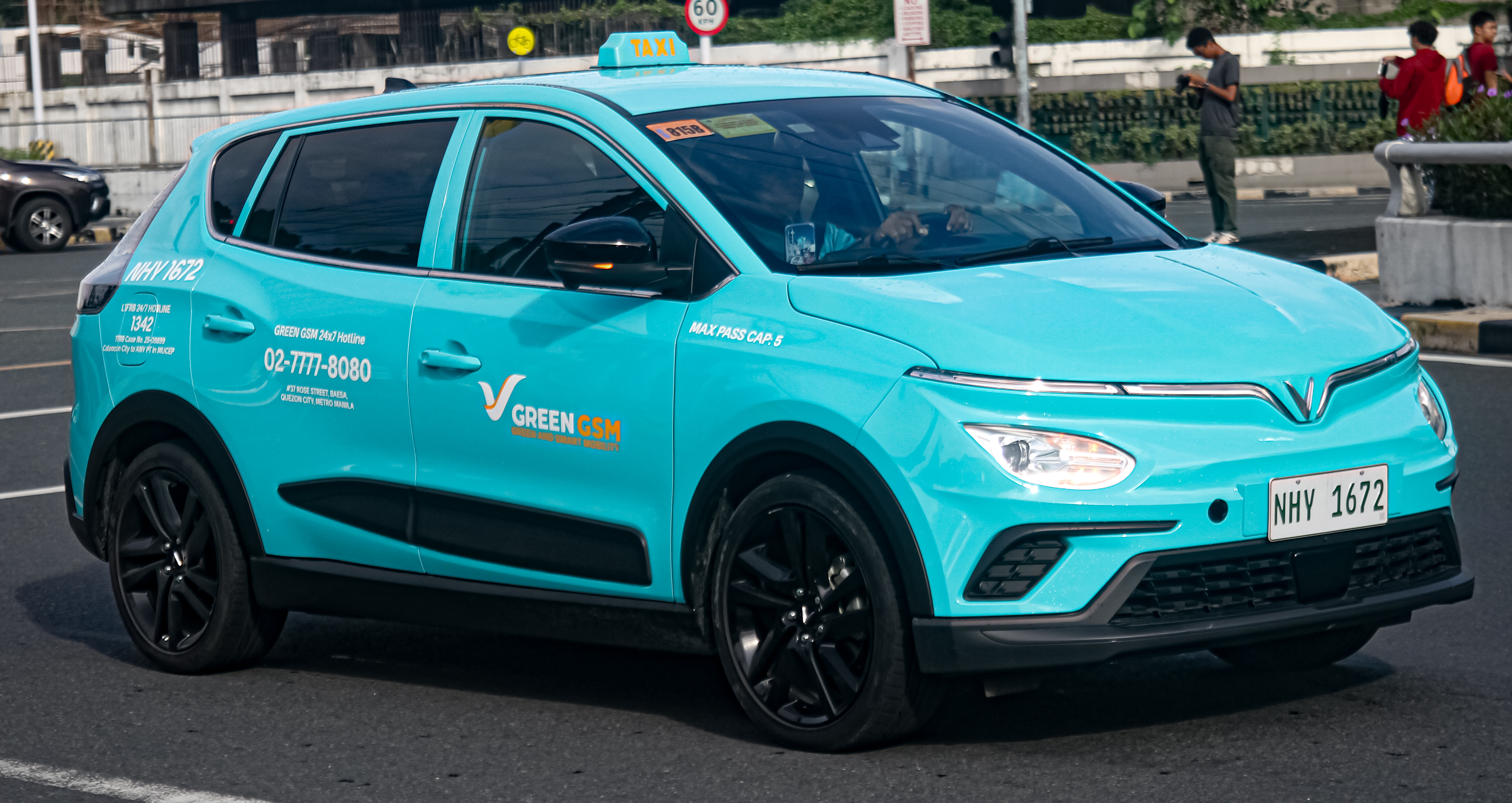
Taxi Xanh SM tại Philippines

## Văn hóa
- Âm nhạc: Taxi & Joe le taxi
- Hài: Ai trả tiền?